# Bethel, Ocosingo
Bethel är en ort i Mexiko.   Den ligger i kommunen Ocosingo och delstaten Chiapas, i den sydöstra delen av landet, 900 km öster om huvudstaden Mexico City. Bethel ligger 323 meter över havet och antalet invånare är 204.
Terrängen runt Bethel är kuperad österut, men västerut är den platt. Runt Bethel är det glesbefolkat, med 16 invånare per kvadratkilometer. Närmaste större samhälle är Nueva Palestina, 16,7 km väster om Bethel. I omgivningarna runt Bethel växer i huvudsak städsegrön lövskog.